# Patentage
 (décembre 2017).
Si vous disposez d'ouvrages ou d'articles de référence ou si vous connaissez des sites web de qualité traitant du thème abordé ici, merci de compléter l'article en donnant les références utiles à sa vérifiabilité et en les liant à la section « Notes et références ».
Le patentage est un traitement thermique appliqué sur les aciers. Le but de ce traitement est de créer ou recréer une structure perlitique fine et équiaxe avant tréfilage. Cette structure possède de bonnes caractéristiques mécaniques et est propice à la déformation à froid.

## Cycle thermique
Le cycle thermique de patentage se décompose en deux étapes. La première étape est une étape dite d'austénitisation qui se déroule à plus de 900 °C. Puis dans le prolongement de cette première étape le fil d'acier est trempé dans un bain de plomb à une température choisie pour obtenir une structure perlitique fine (température comprise entre 500 et 600 °C). La température choisie correspond généralement au « nez perlitique » du diagramme TTT de la nuance d'acier traitée.

## Intérêt du patentage
Ce traitement peut-être utilisé sur fil d'acier brut, dans ce cas le patentage permet d'obtenir une structure homogène et des caractéristiques de résistance et de ductilité supérieures au fil d'origine.
Le patentage peut également être utilisé sur fil tréfilé, dans ce cas le patentage agit comme un recuit et redonne au fil la capacité d'être tréfilé de nouveau (en plus de lui conférer une structure homogène et de bonnes caractéristiques mécaniques). Par exemple, les fils d'acier contenus dans les pneumatiques subissent une étape de patentage entre les deux étapes de tréfilage de leur transformation pour pouvoir obtenir un diamètre aussi fin.

## Problèmes posés par le plomb
Le plomb, à cause de sa toxicité, impose de respecter des règles strictes d'hygiène et de sécurité pour les travailleurs exposés (ne pas manger à proximité de la ligne de patentage, changement de vêtements en fin du poste, suivi médical particulier…).
Le fil d'acier est essuyé à la sortie du bain de plomb pour éviter les entraînements de matière.